# Arachnactis panikkari
Arachnactis panikkari är en korallart som beskrevs av Nair 1949. Arachnactis panikkari ingår i släktet Arachnactis och familjen Arachnactidae. Inga underarter finns listade i Catalogue of Life.